# Мавра
Мавра је мало, ненасељено острво које припада крајње источној групи Додеканеза (тзв. Западни Мали Додеканез). Источно од Мавре је острво Левита, а западно Гларос.